# دهکده ماهیگیری

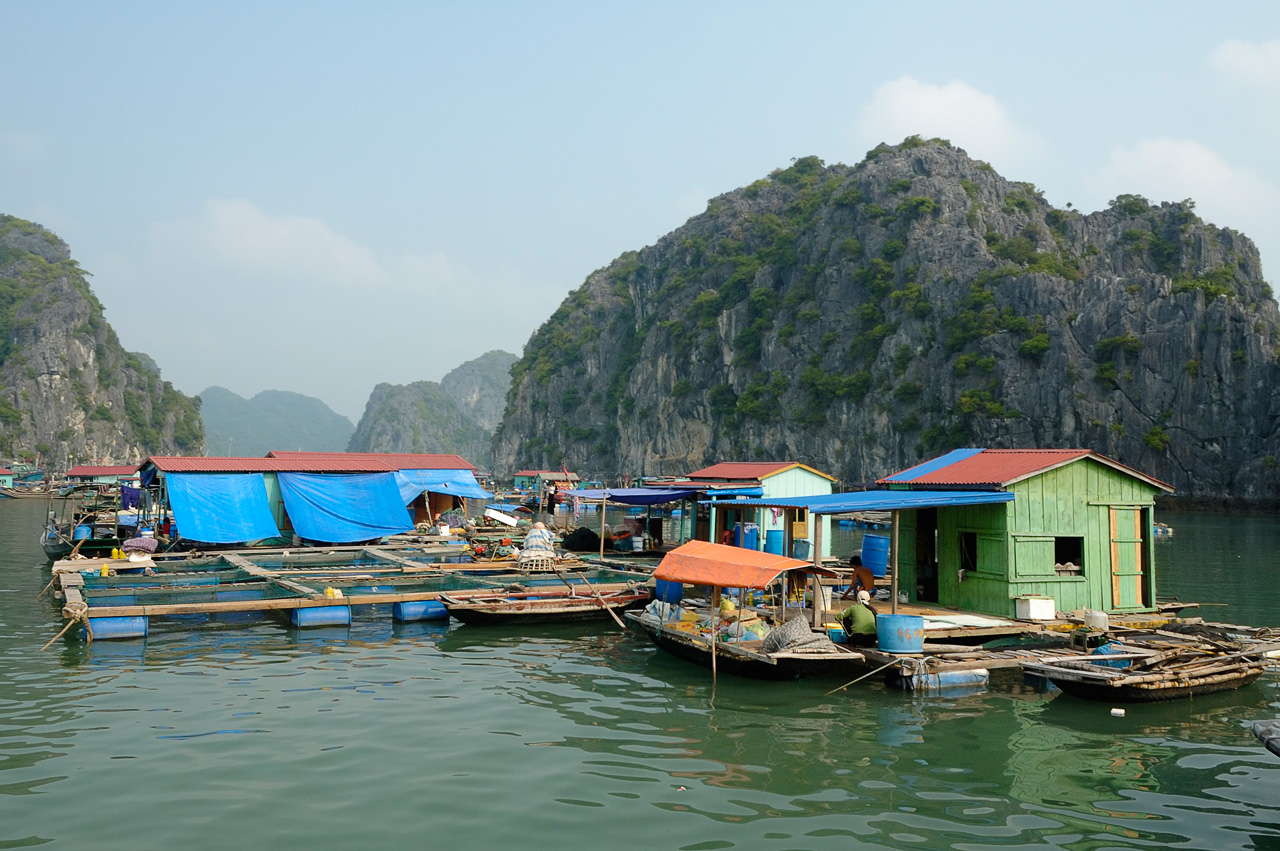
یک دهکده ماهیگیری شناور نامتعارف در خلیج هالونگ، ویتنام

دهکده ماهیگیری یا روستای ماهیگیری (به انگلیسی: Fishing village)، روستایی است که معمولاً در نزدیکی یک زمینه ماهیگیری قرار دارد و اقتصاد آن مبتنی بر صید ماهی و برداشت غذاهای دریایی است. قاره‌ها و جزیره‌ها در سرتاسر جهان دارای خطوط ساحلی در مجموع حدود ۳۵۶۰۰۰ کیلومتر (۲۲۱۰۰۰ مایل) هستند. از دوران نوسنگی، این خطوط ساحلی، و همچنین سواحل دریاچه‌های داخلی و سواحل رودخانه‌ها، با دهکده‌های ماهیگیری نقطه‌گذاری شده‌اند. بیشتر دهکده‌های ماهیگیری برجای‌مانده، سنتی هستند.